# Наступление «Талибана» (2021)
Наступление «Талибана» (2021) — активная наступательная операция против правительственных сил Афганистана, начатая боевиками террористической организации «Талибан» 1 мая 2021 года, в связи с объявлением об окончательном уходе американских войск из страны. К 14 августа талибы взяли под контроль 90 % всей территории страны, а 15 августа 2021 года заняли столицу, Кабул, и захватили власть в стране. Президент Афганистана Ашраф Гани бежал из страны.

## Предыстория
Из-за того, что в годы гражданской войны талибам противостоял «Северный альянс», афганские моджахеды[уточнить] сосредоточили большие силы именно в северных провинциях страны.
Жизнь при «Талибане» в 1990-е годы привела к жестокому угнетению женщин: они повсеместно были обязаны носить бурки, девочкам старше 10 лет запрещали учиться, а тех женщин, которые нарушали правила публично наказывали, а иногда и казнили.

## Ход наступления

### Май
В начале мая талибы захватили 15 районов в провинции Вардак. Погибло 405 служащих Вооружённых сил Исламской Республики Афганистан и 260 гражданских.

### Июнь
К середине июня талибы заняли ещё 69 районов в провинциях Кундуз и Баглан. Крупный город Мазари-Шариф был окружён. Талибы подняли белые флаги Эмирата на всех постах вдоль границы с Таджикистаном. Более 1,5 тыс. афганских пограничников спаслись от расправы, укрывшись на таджикской территории.
В конце июня талибы начали боевые действия в провинции Парван рядом с Кабулом.

### Июль
В пятницу 2 июля последние солдаты НАТО покинули авиабазу Баграм.
4 июля талибы подняли свои знамёна на границе с Пакистаном.
К вечеру 12 июля талибы закрепились ещё в 55 районах (тем самым, подчинив своей власти около 85 % территории Афганистана). Официальные власти страны, в свою очередь, утверждали, что вернули контроль над всеми городами, атакованными ранее отрядами «Талибан».
24 июля правительство Афганистана решило ввести комендантский час на территории республики. «Комендантский час был введен в 31 провинции, чтобы предотвратить передвижения талибов. Ограничения будут действовать с 22:00 до 4:00», — сообщил представитель МВД. По его словам, регионы Кабул, Нангархар и Панджшер пока освобождены от этих ограничений.
25 июля американский генерал Кеннет Маккензи, глава Центрального командования ВС США, пребывая с визитом в Кабуле, заявил, что, если талибы продолжат своё наступление, США непременно возобновят нанесение по ним воздушных ударов.
28 июля премьер-министр Пакистана Имран Хан выразил сомнение в возможности решения афганского вопроса военным путём, указав на собственные пуштунские племена, которых затянет этот конфликт. В свою очередь, пакистанские талибы объявили о желании полностью очистить племенные территории от армии, подчиняющейся Исламабаду.

### Август
На начало августа афганские талибы удерживали около 200 районных центров из 417. При этом в остальных районах страны также отмечается их постоянное присутствие. Южные провинции уже лишились четырёх телеканалов и нескольких радиостанций из-за постоянных атак боевиков на современную инфраструктуру. В этой связи мирные жители всё чаще стремятся бежать от ужасов гражданской войны за границы Афганистана.

В центре: «Зелёная Зона» Кабула

Не довольствуясь контролем сельской местности, талибы приступили к осаде крупных городов. Их лидеры пригрозили в ближайшее время покончить с президентом Афганистана Ашрафом Гани, заявив, что его время истекло. В ответ прозвучали обвинения в чрезмерной жестокости: талибы выискивали и преследовали бывших и нынешних правительственных чиновников и убивали людей, которые не принимали участия в боевых действиях. Так, например, на оживлённых улицах Кабула после пятничной молитвы в своём автомобиле был застрелен директор правительственного информационного центра, журналист Дава Хан Минапал.
Вечером 3 августа отряд талибов на шахид-мобилях проник в «Зелёную зону» Кабула и атаковал резиденцию министра обороны Афганистана Бисмиллы Хана. Все нападавшие были ликвидированы, два телохранителя министра получили ранения. От теракта пострадали в основном простые прохожие.
6 августа под натиском талибов пали первые значительные города: Шибарган (вотчина маршала Абдул-Рашид Дустума) и Зарандж (город на иранской границе).
За несколько часов к списку завоеваний добавились Кундуз, Сари-Пуль и Талукан.
7 августа западные страны призвали своих граждан немедленно покинуть Афганистан в связи с небезопасной обстановкой.
7 августа представитель генсека ООН по Афганистану Дебора Лайонс предостерегла, что «дальнейшее развитие событий может погрузить страну в состояние катастрофы».
8 августа американская администрация Джозефа Байдена заявила о намерении завершить американскую кампанию в Афганистане несмотря на наступление Талибана.
8 августа авиации США, действуя с баз в Персидском заливе, нанесла удар по силам «Талибан». В боевых операциях также участвуют корабли Пятого флота ВМС США, включая авианосец «Рональд Рейган». Очень часто разрушенными оказывались общественные здания, появились погибшие и среди мирного населения.
11 августа американская администрация Джозефа Байдена заявила о намерении продолжать оказывать поддержку афганским силам до 31 августа.
Иранская компания Голос Исламской республики Иран 14 августа объявила о том, что талибы заняли 90 % территории государства.

#### Взятие Кабула
15 августа стало известно, что талибы взяли под контроль все погранпереходы в Афганистане. Этим же днём боевики движения Талибан начали наступление на Кабул. По информации Al Arabia, на юге и севере Кабула между афганской армией и талибами идут столкновения. В администрации президента Афганистана сообщили, что обстановка в столице находится под контролем, хотя в городе и слышна стрельба. По информации телеканалов Al Arabiya и Аль-Джазира, МВД Афганистана заявило о готовности сдать столицу без боя и о передаче власти талибам в тот же день. По данным телеканала Al Arabiya, президент Афганистана Ашраф Гани проводит переговоры с талибами в президентском дворце и может 15 августа уйти в отставку. В столице государства были закрыты все государственные учреждения, учебные заведения и магазины. Лидеры группировки намерены взять город без сражений и запретили своим солдатам вторгаться на территорию города, пока ведутся переговоры о мирной передачи столицы «Талибану». В час дня «Талибан» объявил о том, что организация полностью контролирует всю территорию государства, а бои в Кабуле не ведутся. Позже стало известно, что Талибан полностью окружил столицу и готовится войти в городской аэропорт. Жители массово бежали из столицы на своих автомобилях.

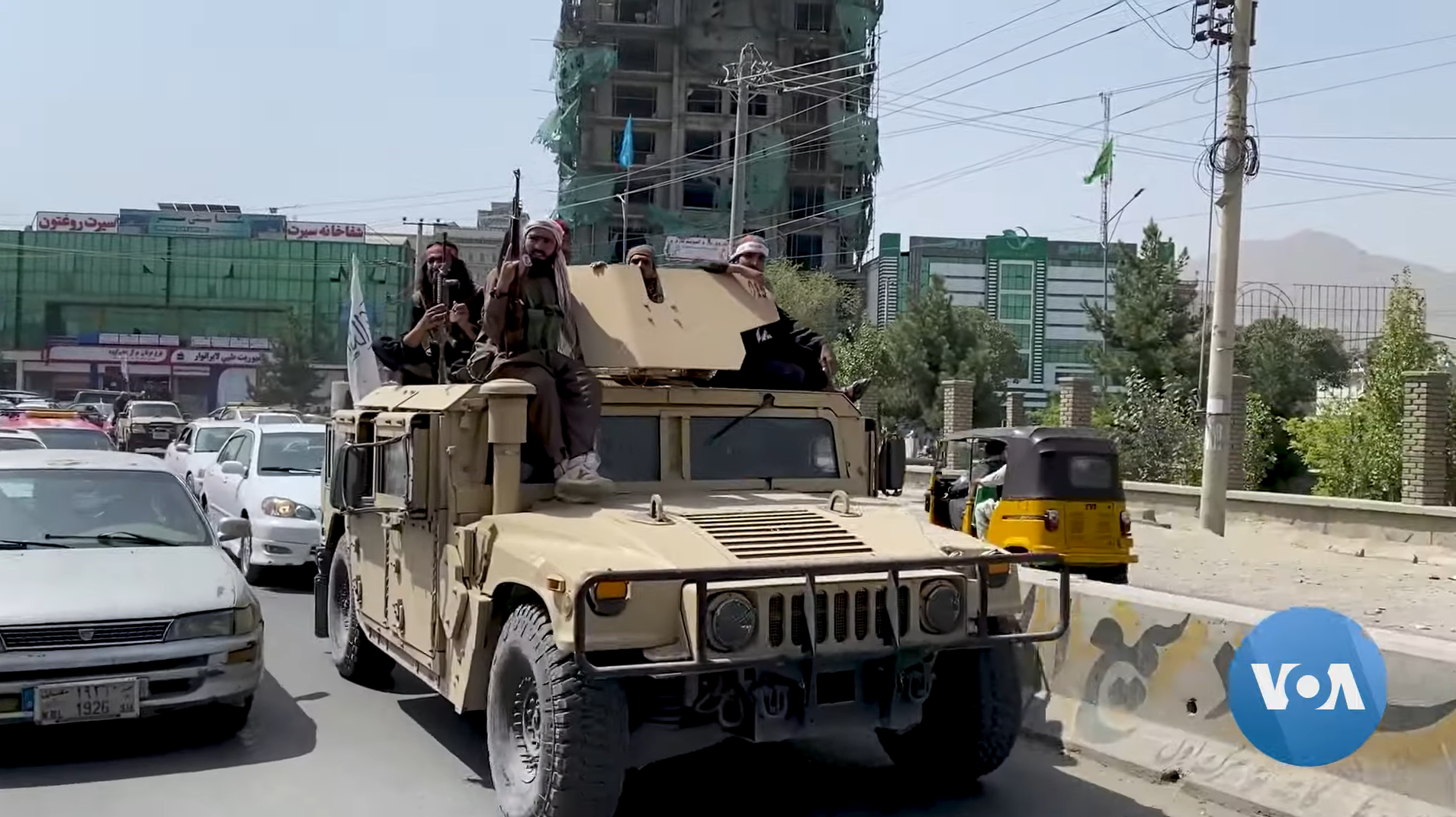
Талибы в Кабуле, 17 августа 2021 года

Бои между повстанцами и правительственными войсками шли на окраинах Кабула, центральную его часть и президентский дворец охраняли американские войска. В сам дворец прибыла делегация талибов для переговоров о мирной передаче власти. РИА Новости сообщил об условиях передачи власти, названных Ашрафом Гани. Он настаивает на проведении выборов в стране, заключении соглашения о мире и на том, чтобы талибы назвали преемника Гани на своём посту.
Место лидера Афганистана занял глава политического офиса талибов в Катаре мулла Барадар. Главой переходного правительства Афганистана стал экс-глава МВД Афганистана и бывший посол в ФРГ Али Ахмад Джалали.
Президент Афганистана Ашраф Гани покинул страну. Абдулла Абдулла, который ведет мирные переговоры со стороны правительства, также подтвердил это. В публикуемом им видео он называет Гани бывшим президентом. Кроме того, агентство Reuters сообщило, что президент бежал в соседний Таджикистан.
По сообщениям Associated Press, талибы намерены провозгласить создание (фактически возрождение спустя 20 лет) Исламского Эмирата Афганистан.
Эвакуация граждан и работников консульств

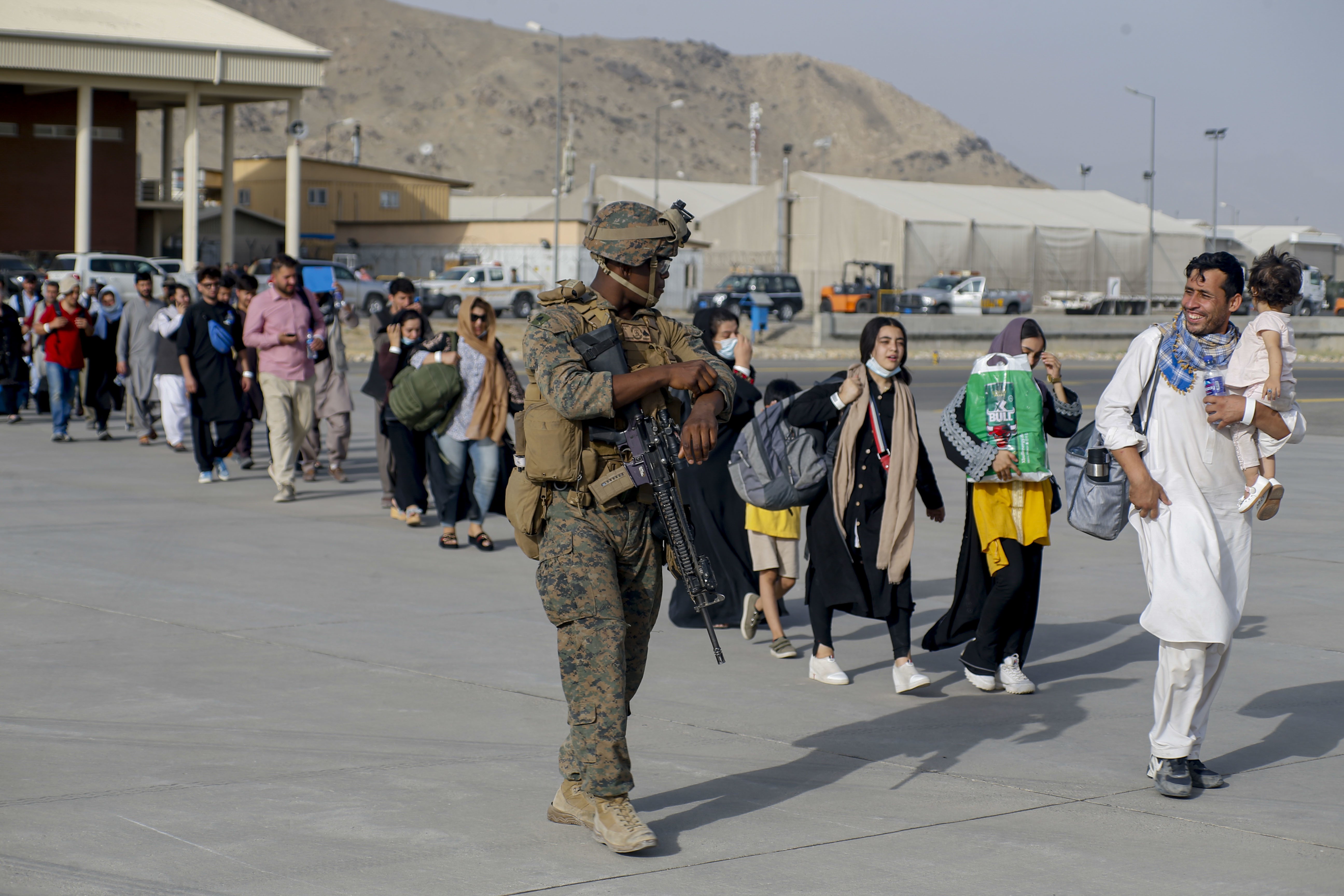
Американские морские пехотинцы обеспечивают порядок в аэропорту при эвакуации афганских беженцев 18 августа 2021 года

Талибы обещали позволить иностранцам, которые оказались в столице страны в момент её захвата, беспрепятственно покинуть город. Посол Пакистана объявил о готовности упростить процесс оформления виз в страну для афганских журналистов и их семей. Несколько чиновников высокого ранга, в том числе советник президента Афганистана, покинули страну. Пункт назначения государственных служащих неизвестен. К 16 августа правительство Германии намерено эвакуировать из Кабула всех своих граждан, а также работающих вместе с немцами афганцев. США намерены до 17 августа полностью эвакуировать из Кабула сотрудников американского консульства.
16 августа. По информации СМИ, аэропорт Кабула остается единственным объектом в столице Афганистана, который контролируют американская армия и её союзники. В аэропорту производится эвакуация иностранцев, а также афганцев, которые хотят уехать из страны. США вывезли весь состав посольства в аэропорт.
17 августа. Посол России в Афганистане Дмитрий Жирнов сообщил, что провел в Кабуле встречу с представителями движения «Талибан». «Это были представители старшего звена талибов в городе. Встреча прошла позитивно и конструктивно. Талибские представители сказали, что у движения „Талибан“ самый дружественный, самый хороший подход к России. Они нам подтвердили гарантии безопасности посольства», — сказал посол в эфире телеканала «Россия 24».

### Продолжение сопротивления после падения Кабула
17 августа 2021 года оставшийся в стране вице-президент Афганистана Амрулла Салех объявил себя действующим главой государства и призвал население страны присоединяться к сопротивлению «Талибану». Сын Ахмад Шах Масуда, бывшего лидера Северного альянса, Ахмад Масуд-младший начал собирать остатки правительственных сил в северной провинции Панджшер в целях организации сопротивления талибам. Сопротивление отбило район Чарикар провинции Парван, перерезав дорогу Кабул — Мазари-Шариф.
18 августа демонстрация в Джелалабаде (провинция Нангархар) была обстреляна «Талибаном», 2 человека убито, 8 ранено.
20 августа талибов выбили из трёх районов провинции Баглан.

## Международная реакция
- Аргентина. Министерство иностранных дел призвало все стороны навести порядок и начать диалог, в то же время он призвал Талибан уважать права человека. МИД также призвал Талибан позволить тем, кто желает покинуть Афганистан, сделать это и позволить гуманитарной помощи доходить до населения[109].
- Бразилия. МИД Бразилии выразил обеспокоенность растущей нестабильностью не только в Афганистане, но и во всем центральноазиатском регионе. Страна призвала к оперативному вмешательству Совета Безопасности ООН, выразив полную поддержку Миссии Организации Объединённых Наций по содействию Афганистану[110].
- Ватикан выразил обеспокоенность ситуацией в Афганистане. Папа Римский призвал на площади Святого Петра к мирному диалогу между конфликтующими сторонами[111].
- Великобритания будет сотрудничать с представителями движения «Талибан», если они войдут в состав правительства Афганистана. Соответствующее заявление сделал 13 июля в интервью газете Daily Telegraph министр обороны Соединённого Королевства Бен Уоллес[112].
- Германия. Министр иностранных дел Хайко Маас заявил, что Германия прекратит финансовую помощь, если талибы введут законы шариата, если они придут к власти в стране[113].
- Греция. Министр иностранных дел Греции Никос Дендиас выразил обеспокоенность возобновлением европейского миграционного кризиса и призвал к защите внешних границ Европейского Союза[114].
- Дания. Министр иностранных дел Йеппе Кофод сказал, что Дания решит временно закрыть своё посольство в Кабуле и что ситуация в Кабуле серьёзная, и приложит дополнительные усилия для тех, кто стоял бок о бок с Данией[115].
- Европейский союз решил не признавать режим «Талибана» законным, а в случае военного захвата власти Афганистану грозит международная изоляция[116].
- Индия готова помогать всем заинтересованным сторонам конфликта в мирных консультациях[117].
- Индонезия. Министерство иностранных дел призвало всех граждан Индонезии покинуть Афганистан[118]. Комиссия I индонезийского парламента также призвала правительство быть активным в посредничестве обеих сторон конфликта как нации с мусульманским большинством[119].
- Иран высказался за исключение группировки «Талибан» из списка международных террористических организаций[120].
- Казахстан. Представители Казахстана приняли участие в саммите Шанхайской организации сотрудничества вместе с властями России и Китая для обсуждения возможного притока афганских беженцев[121].
- Канада. Власти Канады решили приостановить работу посольства в Кабуле[122].
- Китай готов официально признать правительство «Талибана», если они смогут взять под свой контроль Кабул[123].
- Новая Зеландия. Премьер-министр Новой Зеландии Джасинда Ардерн и начальник сил обороны Новой Зеландии маршал авиации Кевин Шорт объявили, что Новая Зеландия направит 40 военнослужащих для эвакуации 53 новозеландцев и 37 афганцев, которые работали на вооруженные силы Новой Зеландии вместе со своими семьями[124].
- Норвегия. Норвегия объявила, что закрывает свое посольство в Кабуле, а министр иностранных дел Ине Мари Эриксен Сёрейде заявила, что «произошло серьёзное ухудшение ситуации с безопасностью в Афганистане, которое в первую очередь затрагивает гражданское население»[125].
- ООН После заседания Совет Безопасности выступил с заявлением против восстановления исламского эмирата в Афганистане[126].
- Пакистан занял выжидательную позицию, заявив, что невозможно гарантировать мир в стране без внутреннего диалога всех сторон[127].
- Россия решила опираться на инструменты сдерживания в рамках ОДКБ[128][129].
- Румыния. 14 августа, когда ситуация в Афганистане ухудшилась, Министерство иностранных дел Румынии призвало всех румынских граждан в Афганистане «немедленно покинуть страну» и избегать любых поездок в Афганистан. Двумя днями позже, 16 августа, премьер-министр Румынии Флорин Кыцу заявил, что в Афганистане по-прежнему находятся 35 румынских граждан и что будет отправлен самолёт, чтобы отвезти их обратно в Румынию[130].
- Таджикистан провёл мобилизацию 20 тысяч резервистов и отправил их к афганской границе[131].
- Туркменистан привел собственные вооружённые силы в состояние повышенной боевой готовности[132].
- Турция сосредоточила свою группировку военнослужащих вокруг международного аэродрома Кабул, заполнив вакуум сил после ухода войск США[133].
- США оправдывает вывод войск из Афганистана, подчёркивая, что «уже многие поколения американцев сражаются на этой чужой им войне»[134][135]. При этом эмигранты из Афганистана, а также многие видные политики и отставные генералы обвиняют президента Байдена в поспешном выводе войск[136]. Председатель Объединённого комитета начальников штабов Вооружённых сил США генерал Марк Милли как главную причину победы талибов назвал отсутствие поддержки народа у прежнего правительства:

Я думаю, что одна из фундаментальных проблем — это коррупция в правительстве... Само правительство не имеет легитимности в глазах народа.
- Узбекистан выразил озабоченность возможным потоком беженцев с территории сопредельных государств[138].
- ШОС на экстренном саммите в Душанбе 14 июля решили предоставить талибам время, чтобы те доказали, что они более не опасны для соседей Афганистана[139].
- Франция решила переместить посольство страны в аэропорт Кабула[140].
- Швеция. Швеция объявила о закрытии своего посольства в Кабуле, а министр иностранных дел Анн Линде заявила, что формы помощи Швеции Афганистану также будут пересмотрены[141].

## Мирные переговоры
- 15 июля лидеры талибов выразили желание заключить перемирие с Кабулом на срок до трёх месяцев в обмен на 7 тысяч заключённых моджахедов, находившихся в тюрьмах Афганистана[142].
- После первого раунда переговоров, организованных в столице эмирата Катар Дохе, делегации правительства Афганистана и движения «Талибан» так и не пришли к договорённости о кратковременном прекращении огня на время мусульманского праздника Ид аль-Адха (Курбан-байрам)[143].
- Второй раунд переговоров собирались провести 25 июля в столице Пакистана городе Исламабад[144]. Однако после инцидента с похищением дочери афганского посла дипломатические контакты двух стран оказались временно прерваны[145].
- Новый раунд трёхдневных переговоров о мире в Афганистане стартовал 10 августа в Катаре. Кроме талибов и представителей правительства Республики Афганистан в дискуссиях участвовали дипломаты ООН, Европейского союза, России, США, Великобритании, Пакистана, Узбекистана и КНР. Российскую сторону на встрече возглавлял спецпредставитель президента России по Афганистану Замир Кабулов, американскую — спецпредставитель США Залмай Халилзад[146][147].

### Сноски
1. ↑  Taliban declare victory in Afghanistan. Axios. 16 августа 2021. Архивировано 23 августа 2021. Дата обращения: 18 августа 2021.
2. ↑  «РИА Новости»: силы вице-президента Салеха ведут бои с талибами на севере от Кабула. Коммерсантъ. 17 августа 2021. Архивировано 17 августа 2021. Дата обращения: 17 августа 2021.
3. ↑  Пакистанский премьер признал причастность своей страны к поддержке «Аль-Каиды». Дата обращения: 13 июня 2022. Архивировано 26 сентября 2019 года.
4. ↑  Pakistan's shadowy secret service. Дата обращения: 13 июня 2022. Архивировано 21 февраля 2017 года.
5. ↑  Karzai wants action by allied forces in Pakistan. Дата обращения: 13 июня 2022. Архивировано 5 сентября 2014 года.
6. ↑  U.S. Says Agents Of Pakistan Aid Afghan Taliban. Дата обращения: 13 июня 2022. Архивировано 6 марта 2016 года.
7. ↑  Seldin, Jeff (5 мая 2021). US Airstrikes Target Taliban as Fighting Intensifies. Voice of America. Архивировано 8 июля 2021. Дата обращения: 9 июля 2021.
8. ↑  US air force targets Taliban position in northern Afghanistan, media reports. Afghanistan Times[англ.]. 26 июня 2021. Архивировано 2 июля 2021. Дата обращения: 9 июля 2021.
9. 1 2 3  Moiz, Ibrahim. How the Afghan Taliban achieved their takeover of Afghanistan (англ.). The Express Tribune (5 октября 2021). Дата обращения: 17 февраля 2022. Архивировано 30 октября 2021 года.
10. ↑  Taliban shadow governor for Nimruz among 25 killed in Afghan forces operations in Zaranj, Taliqan
11. ↑  Key Taliban commander among 40 dead in Afghanistan | english.lokmat.com. Дата обращения: 12 сентября 2021. Архивировано 25 октября 2021 года.
12. ↑  17 Taliban militants killed in fresh army operation in northern Afghanistan: gov't - Xinhua | English.news.cn. Дата обращения: 12 сентября 2021. Архивировано 22 июня 2021 года.
13. ↑  Dozens of Taliban Killed in Balkh Operation - Bakhtar News Agency. Дата обращения: 12 сентября 2021. Архивировано 25 октября 2021 года.
14. ↑  "Taliban divisional commander killed in clash in N. Afghanistan - Xinhua | English.news.cn". Дата обращения: 17 сентября 2021. Архивировано 12 сентября 2021 года.
15. ↑  ""5 militants killed, Taliban commander injured in mine blast in N. Afghanistan - Xinhua | English.news.cn" — Xinhua | English.news.cn". Дата обращения: 16 февраля 2022. Архивировано 19 января 2022 года.
16. ↑  Multiple References:
  - The Taliban stormed Mazar-i-Sharif and was 10 km from Kabul. middleeast.in-24.com (14 августа 2021). — «The movement published on its propaganda media clips showing the moment the governor of Kandahar, Ruhollah Khanzada, left the airport to surrender to the militants.» Дата обращения: 17 февраля 2022. Архивировано 31 декабря 2021 года.
  - Nikzad, Khaled. Officials Say Taliban Attack Near Kandahar City 'Repelled' (англ.). TOLOnews (9 июля 2021). Дата обращения: 17 февраля 2022. Архивировано 20 января 2022 года.
17. ↑  Press Release | Министерство обороны Афганистана. Дата обращения: 13 июля 2021. Архивировано 11 июня 2021 года.
18. ↑  Faizi, Fatima; Abed, Fahim; Rahim, Najim (3 июня 2021). Afghan War Casualty Report: May 2021. The New York Times. Архивировано 10 июля 2021. Дата обращения: 9 июля 2021.
19. ↑  Faizi, Fatima; Rahim, Najim (1 июля 2021). Afghan War Casualty Report: June 2021. The New York Times. Архивировано 9 июля 2021. Дата обращения: 9 июля 2021.
20. ↑  Faizi, Fatima; Timory, Asadullah (15 июля 2021). Afghan War Casualty Report: July 2021. The New York Times. Архивировано 9 июля 2021. Дата обращения: 5 августа 2021.
21. ↑  Faizi, Fatima (5 августа 2021). Afghan War Casualty Report: August 2021. The New York Times. Архивировано 5 августа 2021. Дата обращения: 6 августа 2021.
22. ↑  Graham-Harrison, Emma (26 июля 2021). Afghanistan civilian casualty figures at record high, UN says. The Guardian. Архивировано 26 июля 2021. Дата обращения: 26 июля 2021.
23. ↑  De Luce, Dan; Yusufzai, Mushtaq; Smith, Saphora (25 июня 2021). Even the Taliban are surprised at how fast they're advancing in Afghanistan. NBC News. Архивировано 16 июля 2021. Дата обращения: 8 июля 2021.
24. ↑  В посольстве РФ сообщили о побеге Гани из президентского дворца Архивная копия от 15 августа 2021 на Wayback Machine // Интерфакс, 15.08.2021
25. ↑  A Quarter of Afghanistan's Districts Fall to the Taleban amid Calls for a 'Second Resistance'. Afghanistan Analysts Network[англ.] (1 июля 2021). Дата обращения: 10 июля 2021. Архивировано 10 июля 2021 года.
26. ↑  Паника и отчаяние в Афганистане: люди бегут от наступающих отрядов «Талибана» Архивная копия от 16 августа 2021 на Wayback Machine //Русская служба Би-би-си, 16.08.2021
27. 1 2  Roggio, Bill (29 июня 2021). Taliban doubles number of controlled Afghan districts since May 1. FDD's Long War Journal[англ.]. Архивировано 8 июля 2021. Дата обращения: 9 июля 2021.
28. ↑  Roggio, Bill (3 июня 2021). UN report on Taliban controlled and contested districts tracks with LWJ data. FDD's Long War Journal[англ.]. Архивировано 9 июля 2021. Дата обращения: 9 июля 2021.
29. ↑  Taliban seize key district outside Afghan capital. France 24. 12 мая 2021. Архивировано 9 июля 2021. Дата обращения: 9 июля 2021.
30. ↑  Taliban capture more districts, surround Kabul. Global Village Space. 22 мая 2021. Архивировано 9 июля 2021. Дата обращения: 9 июля 2021.
31. ↑  Faizi, Fatima; Abed, Fahim; Rahim, Najim (3 июня 2021). Afghan War Casualty Report: May 2021. The New York Times. Архивировано 10 июля 2021. Дата обращения: 9 июля 2021.
32. ↑  Press Release. Afghan Ministry of Defense. Afghan Ministry of Defense. Дата обращения: 9 июля 2021. Архивировано 11 июня 2021 года.
33. ↑  Gibbons-Neff, Thomas; Rahim, Najim (8 июля 2021). Taliban Enter Key Cities in Afghanistan's North After Swift Offensive. The New York Times. Архивировано 16 июля 2021. Дата обращения: 9 июля 2021.
34. ↑  Baghlan: PD2 of Pul-e-Khumri Held by Taliban, City Under Siege. TOLOnews[англ.]. 24 июня 2021. Архивировано 9 июля 2021. Дата обращения: 9 июля 2021.
35. ↑  Robertson, Nic (24 июня 2021). Afghanistan is disintegrating fast as Biden's troop withdrawal continues. CNN. Архивировано 17 июля 2021. Дата обращения: 9 июля 2021.
36. ↑  Najafizada, Eltaf (22 июня 2021). Taliban Besiege Key Afghan City With U.S. Troops Set to Exit. Bloomberg. Архивировано 11 июля 2021. Дата обращения: 9 июля 2021.
37. ↑  Taliban captures Afghanistan's main Tajikistan border crossing. Al Jazeera English. 22 июня 2021. Архивировано 16 июля 2021. Дата обращения: 9 июля 2021.
38. ↑  Taliban capture Afghanistan's main Tajikistan border crossing. France 24 (22 июня 2021). Архивировано 24 июля 2021 года.
39. ↑  Some 1,500 Afghan soldiers crossed into Tajikistan over past 2 weeks - Tajik rep to CSTO. Interfax. 7 июля 2021. Архивировано 13 июля 2021. Дата обращения: 9 июля 2021.
40. ↑  Parwan's Shinwari district overrun by Taliban. Архивировано 2 июля 2021 года.
41. ↑  Taliban forces rapidly gaining ground in Afghanistan as U.S. leaves (англ.). NBC News. Дата обращения: 27 июня 2021. Архивировано 16 июля 2021 года.
42. ↑  Germany, Italy Complete Troop Exit From Afghanistan. Voice of America (2 июля 2021). Архивировано 11 июля 2021 года.
43. ↑  Afghan fighting rages as US forces’ exit nears. Dawn News[англ.] (4 июля 2021). — «Quoting security officials, he reported that up to 39 ANA personnel surrendered to the Taliban, while 31 others escaped to Pakistani territory after crossing the border.» Дата обращения: 12 июля 2021. Архивировано 12 июля 2021 года.
44. ↑  Taliban says it controls '85 percent' of Afghan territory, made no ceasefire promise to US. France 24. 9 июля 2021. Архивировано 16 июля 2021. Дата обращения: 9 июля 2021.
45. ↑  Roggio, Bill (9 июля 2021). Taliban advances as U.S. completes withdrawal. FDD's Long War Journal[англ.]. Архивировано 24 июля 2021. Дата обращения: 12 июля 2021.
46. ↑  Roggie, Bill. Afghanistan at risk of collapse as Taliban storms the north. FDD's Long War Journal[англ.] (5 июля 2021). Дата обращения: 8 июля 2021. Архивировано 5 июля 2021 года.
47. ↑  Nossiter, Adam (9 июля 2021). Taliban Enter Kandahar City and Seize Border Posts. The New York Times. Архивировано 16 июля 2021. Дата обращения: 10 июля 2021.
48. ↑  Афганистан решил использовать комендантский час Архивная копия от 30 июля 2021 на Wayback Machine Новости на RTVI, 27 июля 2021 года
49. ↑  США продолжат бомбить Афганистан в случае новых наступлений талибов Архивная копия от 27 июля 2021 на Wayback Machine «Российская газета», 25 июля 2021 года
50. ↑  Премьер Пакистана: США испортили ситуацию в Афганистане Архивная копия от 30 июля 2021 на Wayback Machine «Российская газета», 28 июля 2021 года
51. ↑  Пакистанские талибы заявили о подготовке к войне против пакистанских военных и разведки Архивная копия от 30 июля 2021 на Wayback Machine Interfax, 28 июля 2021 года
52. ↑  В Пакистане есть силы, которые хотят повторить опыт талибов  Архивная копия от 30 июля 2021 на Wayback Machine ТАСС, 29 июля 2021 года
53. ↑  Москва готова к сценарию полного захвата талибами власти в Афганистане Архивная копия от 30 июля 2021 на Wayback Machine // Интерфакс, 29 июля 2021 года
54. ↑  Четыре телеканала прекратили работу в Афганистане из-за наступления боевиков Архивная копия от 5 августа 2021 на Wayback Machine Росбалт, 3 августа 2021 года
55. ↑  Президент Афганистана связал ухудшение ситуации в стране с выводом сил США Архивная копия от 5 августа 2021 на Wayback Machine ТАСС, 2 августа 2021 года
56. ↑  Последние новости из Афганистана Архивная копия от 1 августа 2021 на Wayback Machine // Русская служба Би-би-си
57. ↑  Талибы пригрозили покончить с президентом Афганистана Архивная копия от 5 августа 2021 на Wayback Machine // Lenta.ru, 2 августа 2021
58. ↑  Талибы заявили, что время президента Афганистана Гани истекло Архивная копия от 5 августа 2021 на Wayback Machine // РИА Новости, 2 августа 2021
59. ↑  Президент Афганистана рассказал, в какую сторону изменился «Талибан» Архивная копия от 5 августа 2021 на Wayback Machine // РАДИО Sputnik, 2 августа 2021 года
60. ↑  Ещё раз о наступлении талибов Архивная копия от 5 августа 2021 на Wayback Machine // Русская служба Би-Би-Си, 3 августа 2021
61. ↑  Taliban kills head of Afghanistan gov't's media department. Al Jazeera. 6 августа 2021. Архивировано 7 августа 2021. Дата обращения: 6 августа 2021.
62. ↑  Талибы расстреляли пресс-секретаря правительства Афганистана Архивная копия от 7 августа 2021 на Wayback Machine Рамблер-Ньюс, 6 августа 2021 года
63. ↑  Дипломаты ответили на данные об убийстве возле посольства России в Кабуле Архивная копия от 7 августа 2021 на Wayback Machine // РБК, 6 августа 2021
64. ↑  Death toll in Taliban attack on Kabul rises to 13. Independent (4 августа 2021). Дата обращения: 4 августа 2021. Архивировано 4 августа 2021 года.
65. ↑  Маршал Дустум выступил с заявлением Архивная копия от 8 августа 2021 на Wayback Machine kun.uz, 6 августа 2021 года
66. ↑  Талибы сожгли дом маршала Дустума Архивная копия от 8 августа 2021 на Wayback Machine ТАСС, 6 августа 2021 года
67. ↑  Taliban take first Afghan province capital. The West Australia[англ.]. AAP[англ.]. 6 августа 2021. Архивировано 6 августа 2021. Дата обращения: 6 августа 2021.
68. ↑  Талибы штурмуют города Архивная копия от 8 августа 2021 на Wayback Machine dw.com, 7 августа 2021 года
69. ↑  Наступление талибов на севере Афганистана продолжается Архивная копия от 9 августа 2021 на Wayback Machine Русская служба Би-би-си, 8 августа 2021 года
70. ↑  Талибан берёт под контроль Талукан Архивная копия от 9 августа 2021 на Wayback Machine ТАСС, 8 августа 2021
71. ↑  Посольство США в Кабуле сделало ряд заявлений Архивная копия от 8 августа 2021 на Wayback Machine // РИА Новости, 7 августа 2021
72. ↑  МИД Великобритании призвал граждан немедленно покинуть Афганистан Архивная копия от 8 августа 2021 на Wayback Machine // Regnum, 7 августа 2021
73. ↑  В ООН предупредили о катастрофических последствиях войны в Афганистане Архивная копия от 8 августа 2021 на Wayback Machine // REGNUM, 7 августа 2021 года
74. ↑  New York Times: Планы Байдена в отношении Афганистана не изменились Архивная копия от 9 августа 2021 на Wayback Machine // ТАСС, 8 августа 2021 года
75. ↑  США отправили бомбардировщики B-52 в Афганистан для борьбы с талибами Архивная копия от 8 августа 2021 на Wayback Machine // Взгляд
76. ↑  Бомбардировщики B-52 США нанесли авиаудары по талибам в Афганистане Архивная копия от 8 августа 2021 на Wayback Machine // Lenta.ru, 7 авг
77. ↑  Американские бомбардировщики ликвидировали более 200 талибов на севере Афганистана Архивная копия от 8 августа 2021 на Wayback Machine // RusNext
78. ↑  US sends bombers to halt Taliban advance. Arab News[англ.] (7 августа 2021). Дата обращения: 9 августа 2021. Архивировано 9 августа 2021 года.
79. ↑  Последствия американских авиаударов Архивная копия от 9 августа 2021 на Wayback Machine // ТАСС, 8 августа 2021
80. ↑  Брифинг в Пентагоне Архивная копия от 13 августа 2021 на Wayback Machine // ТАСС, 12 августа 2021 года
81. ↑  СМИ: "Талибан" контролирует около 90% территории Афганистана. ТАСС. Дата обращения: 15 августа 2021. Архивировано 15 августа 2021 года.
82. ↑  AP: талибы взяли под контроль все погранпереходы в Афганистане. РИА Новости (15 августа 2021). Дата обращения: 15 августа 2021. Архивировано 15 августа 2021 года.
83. ↑  Талибы начали наступление на Кабул. РИА Новости. Дата обращения: 15 августа 2021. Архивировано 15 августа 2021 года.
84. ↑  Власти Афганистана опровергли нападение талибов на Кабул Архивная копия от 15 августа 2021 на Wayback Machine // Известия, 15 августа 2021
85. ↑  Afghan president to abdicate after Taliban entered Kabul: Sources (англ.). Al Arabiya English (15 августа 2021). Дата обращения: 15 августа 2021. Архивировано 15 августа 2021 года.
86. ↑  СМИ: президент Афганистана подаст в отставку и передаст власть талибам Архивная копия от 15 августа 2021 на Wayback Machine // Телеканал Дождь, 15 августа 2021
87. ↑  СМИ: в Кабуле закрыты офисы, школы и магазины из-за угрозы наступления талибов. ТАСС (15 августа 2021). Дата обращения: 15 августа 2021. Архивировано 15 августа 2021 года.
88. ↑  Taliban Says It Will Not Enter Kabul by Force (англ.). TOLOnews[англ.]. Дата обращения: 15 августа 2021. Архивировано 15 августа 2021 года.
89. ↑  "Талибан" объявил об установлении своего контроля на всей территории Афганистана. ТАСС (15 августа 2021). Дата обращения: 15 августа 2021. Архивировано 15 августа 2021 года.
90. 1 2  СМИ: талибы полностью окружили Кабул и входят в аэропорт. ТАСС (15 августа 2021). Дата обращения: 15 августа 2021. Архивировано 15 августа 2021 года.
91. ↑  Елизавета Наумова. Жители Кабула массово покинули город после сообщений о захвате власти талибами. Lenta.ru (15 августа 2021). Дата обращения: 15 августа 2021. Архивировано 15 августа 2021 года.
92. ↑  "Талибан" готовится взять под контроль Кабул. Что происходит в столице Афганистана. ТАСС (15 августа 2021). Дата обращения: 15 августа 2021. Архивировано 15 августа 2021 года.
93. ↑  Талибы прибыли в президентский дворец в Кабуле. Московский комсомолец (15 августа 2021). Дата обращения: 15 августа 2021. Архивировано 15 августа 2021 года.
94. ↑  Анастасия Лежепекова. СМИ: передача власти в Афганистане состоится 15 августа в президентском дворце. Газета.ru (15 августа 2021). Дата обращения: 15 августа 2021. Архивировано 15 августа 2021 года.
95. ↑  Источник назвал условия отставки президента Афганистана. РИА Новости (15 августа 2021). Дата обращения: 15 августа 2021. Архивировано 15 августа 2021 года.
96. ↑  Президент Афганистана в ближайшие часы сложит с себя полномочия Архивная копия от 15 августа 2021 на Wayback Machine, 15.08.2021
97. ↑  Taliban etenee syvemmälle Kabuliin, presidentti on poistunut maasta (фин.). Yle Uutiset[англ.]. Дата обращения: 15 августа 2021. Архивировано 15 августа 2021 года.
98. ↑  AP: талибы намерены провозгласить о создании «Исламского Эмирата Афганистан». RT на русском. Дата обращения: 15 августа 2021. Архивировано 15 августа 2021 года.
99. ↑  В Пакистане заявили о готовности предоставить убежище афганским журналистам с семьями. ТАСС (15 августа 2021). Дата обращения: 15 августа 2021. Архивировано 15 августа 2021 года.
100. ↑  Екатерина Андреева. Советники президента Афганистана прибыли в аэропорт Кабула для вылета из страны. Lenta.ru (15 августа 2021). Дата обращения: 15 августа 2021. Архивировано 15 августа 2021 года.
101. ↑  DPA: ФРГ начнет эвакуацию своих граждан из Кабула 16 августа. ТАСС (15 августа 2021). Дата обращения: 15 августа 2021. Архивировано 15 августа 2021 года.
102. ↑  СМИ: США намерены эвакуировать персонал посольства в Кабуле до вторника. ТАСС. Дата обращения: 15 августа 2021. Архивировано 15 августа 2021 года.
103. ↑  Посол России в Афганистане рассказал о результатах встречи с талибами. Архивная копия от 18 августа 2021 на Wayback Machine // РИА Новости 17.08.2021
104. ↑  Вице-президент Афганистана объявил себя действующим главой государства. Он призвал к сопротивлению талибам. Meduza. Дата обращения: 17 августа 2021. Архивировано 17 августа 2021 года.
105. ↑  Сын Ахмад Шаха Масуда собирает силы против талибов в Панджшере. Sputnik Таджикистан. Дата обращения: 17 августа 2021. Архивировано 17 августа 2021 года.
106. ↑  Силы сопротивления начали бои с талибами в Афганистане Архивная копия от 18 августа 2021 на Wayback Machine // Лента.ру, 17 авг
107. ↑  Талибы пока не стали полновластными хозяевами Афганистана Архивная копия от 18 августа 2021 на Wayback Machine // НГ, 18.08.2021
108. ↑  В соцсетях появились записи стрельбы талибов по протестующим в Джелалабаде Архивная копия от 18 августа 2021 на Wayback Machine // Интерфакс, 18 августа 2021
109. ↑  Situación en Afganistán [Situation in Afghanistan]. www.cancilleria.gob.ar (исп.). Ministry of Foreign Affairs and Worship. 16 августа 2021. Архивировано 16 августа 2021. Дата обращения: 16 августа 2021.
110. ↑  Situação no Afeganistão (порт.). gov.br/mre (16 августа 2021). Архивировано 17 августа 2021 года.
111. ↑  Папа Римский призвал к диалогу стороны конфликта в Афганистане. Газета.ru (15 августа 2021). Дата обращения: 15 августа 2021. Архивировано 15 августа 2021 года.
112. ↑  В Великобритании заявили о готовности сотрудничать с талибами, если они придут к власти Архивная копия от 15 июля 2021 на Wayback Machine ТАСС, 14 июля 2021 года
113. ↑  Klingert, Liv (12 августа 2021). Foreign minister: Germany won't give aid to Afghanistan if Sharia law is enforced. Politico. Архивировано 12 августа 2021. Дата обращения: 12 августа 2021.
114. ↑  Dendias for Afghanistan: The need to protect the EU's external borders  (original: Δένδιας για Αφγανιστάν: Ανάγκη προστασίας των εξωτερικών συνόρων της ΕΕ). Skai. 17 августа 2021. Архивировано 17 августа 2021. Дата обращения: 17 августа 2021.
115. ↑  The government (S), V, SF, RV, EL, KF, LA, KD and Å agree on new support measures for endangered Afghan local employees with Danish connections. Дата обращения: 11 августа 2021. Архивировано 18 августа 2021 года.
116. ↑  ЕС не будет признавать режим «Талибана» в случае военного захвата власти в Афганистане Архивная копия от 5 августа 2021 на Wayback Machine «Коммерсантъ», 31 июля 2021 года
117. ↑  Dikshit, Sandeep (13 июля 2021). Jaishankar to push for conciliation in Afghanistan. Tribune India[англ.]. Архивировано 13 июля 2021. Дата обращения: 13 июля 2021.
118. ↑  C. N. N. Situasi Memanas, Kemlu Imbau WNI Tinggalkan Afghanistan (индон.). internasional. Дата обращения: 11 августа 2021. Архивировано 11 августа 2021 года.
119. ↑  Mediatama, Grahanusa. Afganistan memanas, anggota Komisi I DPR desak pemerintah evakuasi WNI (индон.). kontan.co.id (23 июля 2021). Дата обращения: 11 августа 2021. Архивировано 11 августа 2021 года.
120. ↑  Hardliner Lawmaker In Iran Says Taliban Are Not Like Other Militants. Iran International. 13 июля 2021. Архивировано 16 июля 2021. Дата обращения: 13 июля 2021.
121. ↑  Rozanskij, Vladimir (16 июля 2021). Russia, China and Central Asian nations prepare for Taliban victory. Asia News[англ.]. Архивировано 16 июля 2021. Дата обращения: 16 июля 2021.
122. ↑  Как отреагировала планета на победу Талибана в Афганистане (рус.). Meduza. Архивировано 16 августа 2021 года.
123. ↑  Paul D. Shinkman. China Preparing to Recognize Taliban if Kabul Falls: Sources (англ.). U.S. News & World Report (12 августа 2021). Дата обращения: 15 августа 2021. Архивировано 15 августа 2021 года.
124. ↑  McClure, Tess (16 августа 2021). New Zealand to deploy troops to aid citizens' evacuation from Afghanistan. The Guardian. Архивировано 16 августа 2021. Дата обращения: 16 августа 2021.
125. ↑  Norway closing its embassy in Kabul. newsinenglish.no. Дата обращения: 13 августа 2021. Архивировано 16 августа 2021 года.
126. ↑  Совет Безопасности ООН выступил против восстановления исламского эмирата в Афганистане Архивная копия от 5 августа 2021 на Wayback Machine «Независимая газета», 3 августа 2021 года
127. ↑  Pakistan should be seen as facilitator, not guarantor in Afghan peace process: DG ISPR. The News International[англ.]. 10 июля 2021. Архивировано 11 июля 2021. Дата обращения: 12 июля 2021.
128. ↑  Tajikistan Seeks Russia-Led Alliance's Aid as Violence Builds on Afghan Border. The Moscow Times. 8 июля 2021. Архивировано 16 июля 2021. Дата обращения: 12 июля 2021.
129. ↑  Россия проведёт военные учения на афганской границе Архивная копия от 19 июля 2021 на Wayback Machine Круглосуточная служба новостей RuNews24, 16 июля 2021 года
130. ↑  Florin Cîțu: În acest moment mai sunt 35 de cetățeni români în Afganistan. Am vorbit cu președintele să trimitem un avion. Digi24 (рум.). 16 августа 2021. Архивировано 19 августа 2021.
131. ↑  Заседание Совета Безопасности Республики Таджикистан | Президенти Тоҷикистон - President of Tajikistan - Президент Таджикистана - رئيس جمهورية تاجيكستان. Архивировано 11 июля 2021 года.
132. ↑  Lalzoy, Najibullah (12 июля 2021). Turkmenistan deploying troops, heavy weapon on border with Afghanistan. Khaama. Архивировано 12 июля 2021. Дата обращения: 12 июля 2021.
133. ↑  Iran and Russia move to fill diplomatic vacuum in Afghanistan (англ.). the Guardian (9 июля 2021). Дата обращения: 9 июля 2021. Архивировано 15 июля 2021 года.
134. ↑  Liptak, Kevin (8 июля 2021). Biden defends pulling US out of Afghanistan as Taliban advances: 'We did not go to Afghanistan to nation-build'. CNN. Архивировано 16 июля 2021. Дата обращения: 9 июля 2021.
135. ↑  Khan, Wajahat (9 июля 2021). Biden defends Afghanistan pullout as Taliban gain ground. Nikkei Asia. Архивировано 16 июля 2021. Дата обращения: 9 июля 2021.
136. ↑  Afghanistan conflict: As Kabul falls, Biden backlash grows Архивная копия от 17 ноября 2021 на Wayback Machine, BBC News, 16.08.2021
137. ↑  В США назвали причину захвата Афганистана талибами. RT. 5 сентября 2021. Архивировано 5 сентября 2021. Дата обращения: 9 сентября 2021.
138. ↑  Uzbekistan bracing for possible Afghan refugee crisis. Eurasianet. 3 июля 2021. Архивировано 9 июля 2021. Дата обращения: 12 июля 2021.
139. ↑  Талибам дали время «исправиться» Архивная копия от 15 июля 2021 на Wayback Machine «Независимая газета», 14 июля 2021 года
140. ↑  Как планета отреагировала на победу Талибана в Афганистане (рус.). Meduza. Архивировано 16 августа 2021 года.
141. ↑  The Swedish embassy in Kabul is evacuated with immediate effect (швед.). svt nyheter. Дата обращения: 15 августа 2021. Архивировано 16 августа 2021 года.
142. ↑  Талибы назвали условия для перемирия Архивная копия от 16 июля 2021 на Wayback Machine «Коммерсантъ», 15 июля 2021 года
143. ↑  Талибы заявили о провале переговоров Архивная копия от 9 сентября 2023 на Wayback Machine Lenta.ru, 18 июля 2021 года
144. ↑  Афганские переговоры продолжатся в Пакистане Архивная копия от 19 июля 2021 на Wayback Machine «Известия», 19 июля 2021 года
145. ↑  Полно брани: Пакистан и Афганистан идут на обострение отношений Архивная копия от 27 июля 2021 на Wayback Machine «Известия», 20 июля 2021 года
146. ↑  В Катаре начались переговоры по мирному урегулированию в Афганистане Архивная копия от 11 августа 2021 на Wayback Machine REGNUM, 10 августа 2021 года
147. ↑  Результаты встреч в Катаре Архивная копия от 13 августа 2021 на Wayback Machine ТАСС, 12 августа 2021 года